# Mária de las Mercedes asztúriai hercegnő
Mária de las Mercedes asztúriai hercegnő (Madrid, 1880. szeptember 11. – Madrid, 1904. október 17.) Teljes nevén Bourbon Mária de las Mercédesz Izabella Teréza Krisztina Alfonza infánsnő. Örökös trónörökös volt, hiszen születésétől egészen a haláláig csak egyetlen személy választotta el a trónra lépéstől. Először apja, XII. Alfonz, majd pedig öccse, XIII. Alfonz örököse volt. Apja halálától (1885. november 25.) az öccse születéséig (1886. május 17.) de facto királynőként tekintettek rá, és ha öccse helyett húga született volna, visszamenőlegesen is őt kiáltották volna ki apja örököseként spanyol királynőnek, de mivel fiú született, így továbbra is örökösnő maradt.

## Élete
XII. Alfonz spanyol király és második hitvese, Habsburg–Tescheni Mária Krisztina spanyol királyné első gyermeke, s első leánya. A szülők 1879. november 29-én házasodtak össze.
Apai nagyszülei: Bourbon Ferenc spanyol király és II. Izabella spanyol királynő
Anyai nagyszülei: Habsburg–Tescheni Károly Ferdinánd főherceg és Habsburg–Lotaringiai Erzsébet Franciska főhercegnő
Mária de las Mercedes édesapja már nős volt egyszer, mielőtt nőül vette volna a kislány édesanyját, Mária Krisztinát. Alfonz 1878. június 26-án özvegyült meg, csupán öt hónapnyi boldog házasság után. A tragikusan fiatalon elhunyt asszony csupán 18 éves volt, amikor belehalt egy vetélés szövődményeibe. A királyt rendkívüli módon megviselte szeretett neje hirtelen halála, mivel ők egy igazi szerelmi házasságot kötöttek. Azonban az államérdek úgy kívánta, hogy az ifjú, 20 esztendős Alfonz ne sokáig gyászoljon, hanem inkább kössön mihamarabb új frigyet, hogy utódai születhessenek.
Közvetítők útján, 1879. november 29-én tehát feleségül vette az osztrák főhercegnőt, a 21 éves Mária Krisztinát, bár nem volt belé szerelmes, ahogy eleinte az ifjú ara sem mutatott különösebb érdeklődést újdonsült férje iránt, s tudta, hogy Alfonz még mindig az előző hitvesét szereti. A királyné elfogadta ezt a helyzetet, s amikor megszületett első gyermekük, a kislányt a néhai feleség emlékének tiszteletére Mária de las Mercedesnek nevezték el, az asszony javaslatára, amivel okosan ki is vívta a király rokonszenvét.
A hercegnőnek egy húga is született, 1882. november 12-én, aki a Mária Teréza Izabella Eugénia nevet kapta a keresztségben.
Születése pillanatában még Mária de las Mercedes volt a spanyol trón hivatalos, első számú örököse, egészen 1886. május 17-ig, amikor is végre világra jött a várva várt fiúgyermek, a hercegnő öccse, Alfonz herceg. A király már nem érhette meg a kis Alfonz világra jöttét, ugyanis még 1885. november 25-én, 27 évesen elhunyt, tuberkulózis következtében, özvegyen hagyva várandós nejét. Az ország főnemesei izgatottan várták az új gyermek születését, mert jól tudták, ha ismét leány érkezik a családba, akkor a csupán 5 éves Mária de las Mercédesz marad a trónörökös, s amíg ő kiskorú, majd édesanyja lesz a királyság régense mint anyakirályné.
Végül fiúutód jött világra, az a gyermek, akinek születésére a néhai Alfonz király már évek óta áhítozott, így pedig az özvegy királyné politikai státusza is igencsak megerősödött Spanyolországban. (XII. Alfonznak egész addig nem született törvényes fia, ám egyik szeretője, Elena Armanda Nicolasa Sanz y Martínez de Arizala két fiúval is megajándékozta őt, Alfonzzal és Fernandóval. Alfonz csupán 7 hónappal volt idősebb, mint féltestvére, Mária de las Mercédesz.)
Mária de las Mercédesz öccsét, Alfonz León Fernando Mária Jakab Izidor Paszkál Antonio-t hivatalosan soha nem koronázták meg, uralma kezdetét pedig születésnapjától, azaz 1886. május 17-től számították. Gyámja és az ország régense az anyakirályné, Mária Krisztina lett, egész addig, míg 1902. május 17-én, a király 16. születésnapján nagykorúsították az ifjú uralkodót. Mária de las Mercedes infánsnőt 1899. december 14-én hivatalosan is eljegyezte a 29 éves Bourbon Károly Mária Ferenc Paszkál Ferdinánd Antónió Alfonz Tankréd szicíliai királyi herceg.
Esküvőjükre 1901. február 14-én került sor, s házasságuk 3 és fél éve során három közös gyermekük jött világra:
- Alfonz Mária Leó Krisztián Antónió Ferenc (1901. november 30. - 1964. február 3.), Kalábria hercege és Caserta grófja, aki 1936. április 16-án nőül vette Bourbon-Pármai Alíz Mária Teréza Franciska Lujza Pia Anna Valéria hercegnőt, aki három gyermekkel ajándékozta meg hitvesét, Teréza Máriával, Károly Mária Alfonz Marcellal és Inez Máriával.
- Fernándó (1903-1905)
- Izabella Alfonza Mária Teréza Antónia Krisztina Mercédesz Karolina Adelheid Rafaéla (1904. október 10 - 1985. július 18.), aki 1929. március 9-én hozzáment Jan Kanty Zamoyski lengyel grófhoz. Négy közös gyermekük született, Károly Alfonz, Mária Krisztina, József Mihály és Mária Teréza.

Leányának születése után egy héttel Mercédesz gyermekágyi láz következtében, mindössze 24 esztendős korában, Madridban elhunyt, 1904. október 17-én. Özvegye 1907. november 16-án újranősült. Következő felesége a 25 éves Orléans-i Lujza Franciska Mária Laura francia hercegnő lett. Házasságuk 42 éve alatt négy közös gyermekük született, Károly, Mária Doloresz Viktória Filippa Mercédesz Lujza Sarolta Eugénia, Mária Mercédesz Krisztina Izabella Lujza Karolina Viktória és Mária Eszperanza Amália Raniéra Rozárió Lujza Gonzága.
Mária de las Mercedes férje, Károly 1949. november 11-én, 79 évesen távozott az élők sorából.